# Lunca (Fehér megye)
Lunca falu Romániában, Erdélyben, Fehér megyében.

## Fekvése
Lupsapatak (Valea Lupşii) közelében fekvő település.

## Története
Lunca korábban Lupsapatak (Valea Lupşii) része volt. 1956 körül vált külön 102 lakossal.
1966-ban 141, 1977-ben 141, 1992-ben 131, 2002-ben pedig 115 román lakosa volt.